# Алгол
Алго́л (англ. Algol от algorithmic language — «алгоритмический язык») — название ряда языков программирования, применяемых при составлении программ для решения научно-технических задач на ЭВМ. Разработан комитетом по языку высокого уровня IFIP в 1958-1960 годах (Алгол 58, Алгол 60). Кардинально переработан в 1964-1968 годах (Алгол 68). Один из первых языков высокого уровня. Был популярен в Европе, в том числе в СССР, в качестве языка как практического программирования, так и академического языка (языка публикации алгоритмов в научных работах), но в США и Канаде не смог превзойти распространённый там Фортран. Оказал заметное влияние на все разработанные позднее императивные языки программирования — в частности, на язык Pascal.
Обычно названием Алгол (без уточнения версии) именуют Алгол 60, в то время как Алгол 68 рассматривается как самостоятельный язык.

## История
Алгол был разработан в 1958 году на недельной конференции в ETH (Цюрих, Швейцария) как универсальный язык программирования для широкого круга применений, а затем доработан комитетом, созданным Международной федерацией по обработке информации (IFIP). В комитет вошёл ряд ведущих европейских и американских учёных и инженеров-разработчиков языков. Среди них были: Джон Бэкус — один из создателей Фортрана, Джозеф Уэгстен — впоследствии возглавлял комитет по разработке языка Кобол, Джон Маккарти — автор языка Лисп, разработанного одновременно с Алголом, Петер Наур — впоследствии доработал «нормальную форму Бэкуса», завершив разработку БНФ, Эдсгер Дейкстра — нидерландский учёный, впоследствии получивший широкую известность как один из создателей структурного программирования и сторонник математического подхода к программированию, будущий лауреат Премии Тьюринга.
Сначала работа столкнулась с большими трудностями непринципиального характера. Так, например, один из членов комитета вспоминал «десятичную бурю» — крайне резкую дискуссию между американскими и европейскими участниками по поводу того, какой именно символ использовать в качестве разделителя целой и дробной части числа. Американцы стояли за точку, европейцы требовали применять традиционную в Европе запятую, и из-за такой мелочи работа оказалась под реальной угрозой срыва. Чтобы избежать конфликтов по мелким вопросам, было решено, что описание Алгола будет трёхуровневым, включающим уровень описаний, публикаций и реализации. Мелкие вопросы, типа выбора между точкой и запятой или используемого алфавита, были вынесены на второй-третий уровень, что позволило относительно быстро решить принципиальные вопросы. На уровне публикаций, согласованном позже, допускалось использование национальных ключевых слов и стандартов представления данных (в том числе и десятичной точки), уровень реализации определял язык совершенно строго — согласно ему должны были строиться трансляторы.
После принятия в 1958 году первой версии описания языка Алгол 58 (первоначально предполагалось назвать язык IAL — International Algebraic Language, но от этого отказались) довольно быстро были осознаны проблемы, для решения которых комитет сформировал новый вариант стандарта — Алгол 60; он и стал «классическим» Алголом. В 1959 году Джон Бэкус разработал «нормальную форму Бэкуса» (БНФ) — формальный способ описания алгоритмических языков. Первым языком, спецификация которого была записана в БНФ, стал Алгол 58. Впоследствии, после усовершенствований, которые предложил Питер Наур, возникла форма Бэкуса — Наура (аббревиатура та же — БНФ или BNF), которая использовалась для спецификации языка ALGOL 60 уже на этапе её разработки.
У нового языка нашлись как приверженцы, так и критики. В США Алгол приняли холодно, он был популярен только в академической среде, и то не повсеместно. Те, кто попытался реализовать Алгол, столкнулись с целым рядом сложностей. Так, например, обнаружилось, что ни один из существовавших тогда компьютеров не поддерживал ввод-вывод всех 116 литер, из которых состоял алфавит Алгола.
SHARE — американская ассоциация пользователей компьютеров IBM — потребовала от фирмы реализовать Алгол для своих машин, но появившийся в конце концов компилятор Алгола для IBM OS/360 был крайне неудобен в использовании — вполне естественно, что IBM, вложившая в Фортран огромные суммы, не имела стимула для создания нового продукта, который лишь конкурировал бы со старым. В то же время, недостатки Фортрана вынудили IBM искать ему замену и привели к разработке PL/I — языка-наследника Фортрана, в котором влияние Алгола было весьма заметным.
А вот в Европе Алгол приняли с энтузиазмом. Он быстро завоевал популярность в академической среде, повсеместно шла разработка компиляторов, многие из которых, несмотря на сложности реализации, оказались весьма успешными. Алгол распространился от Великобритании до Дальнего востока СССР, став как универсальным языком описания алгоритмов в научных публикациях, так и средством реального программирования.
В СССР в Вычислительном центре АН СССР в Лаборатории программирования под руководством В. М. Курочкина был создан свой транслятор с языка АЛГОЛ 60 для ЭВМ БЭСМ-6. Он на протяжении многих лет служил важным инструментом для решения прикладных задач из различных областей естественных наук, широко использовался во многих организациях СССР.
Язык Алгол был принят фирмой Burroughs Corporation в их моделях, начиная с B5000 — этот язык получил название Elliott ALGOL. На компьютерах LGP-30 использовался язык Dartmouth ALGOL 30.
Даже когда язык Алгол почти перестал использоваться для программирования, он ещё долго оставался официальным языком для публикации алгоритмов.
Перед текстом описания языка использовался эпиграф из «Логико-философского трактата» Людвига Витгенштейна: «То, что вообще может быть сказано, может быть сказано ясно; а о чём невозможно говорить, о том следует молчать».

## Свойства языка
Особенности языка Алгол стали типичными для большинства императивных языков, созданных позднее него. Именно в Алголе появилось представление о программе не как о свободной последовательности команд, а как о блочной структуре, состоящей из чётко описанных и отделённых друг от друга частей. Основной блок программы на Алголе — это сама главная программа. Она содержит свою исполняемую часть, заключённую в блок, ограниченный парой ключевых слов begin и end, а также описания подпрограмм. Каждая подпрограмма — это программа в миниатюре, имеющая собственные, описанные внутри неё данные, однозначно определённый интерфейс в виде имени и списка формальных параметров, и блок кода. При этом в блоке могут выделяться подблоки.
Были выделены структурные управляющие конструкции: ветвления, циклы, последовательные участки, исполняющие условно или многократно вложенные наборы операторов, также ограниченные теми же ключевыми словами begin и end, что дало возможность описывать логику программы без использования безусловных переходов — печально известного оператора goto, провоцирующего на создание запутанных и плохо структурированных программ.
Современным программистам подобная структура программы кажется очевидной, кое в чём устаревшей и не всегда удобной (часто критикуются бесконечные begin — end в программах на Паскале, который унаследовал эту особенность именно от Алгола), но на момент появления Алгола всё это было заметным шагом вперёд. Программы становились регулярными, это давало возможность наращивать их по объёму, сохраняя обозримыми, понятными, доступными анализу и исправлению. Именно на базе Алгола и его языков-потомков были выполнены успешные работы по аналитическому доказательству правильности программ.
Крайне важным свойством Алгола стала возможность организации рекурсивных процедур, до этого у промышленных языков отсутствовавшая (у лидеров рынка — Фортрана и Кобола, — рекурсия прямо запрещена), но широко использовавшаяся в Лиспе. Использование рекурсивных вычислений в ряде случаев способно значительно упростить структуру программы и сделать её более понятной за счёт близости к математическому описанию алгоритма решения задачи.
Разумеется, не все особенности Алгола сейчас можно назвать удачными и до конца продуманными. Например, стандарт языка полностью проигнорировал средства ввода-вывода; разработчики решили, что каждая реализация языка может решать этот вопрос самостоятельно, исходя из особенностей целевой машины и потребностей пользователей. С другой стороны, концепции модульного программирования с использованием стандартных библиотек подпрограмм тогда ещё просто не было, и операторы ввода-вывода должны были включаться прямо в язык. Это привело к тому, что каждая реализация организовывала ввод-вывод по-своему, и в этой части Алгол-программы для разных компиляторов оказывались почти гарантированно несовместимыми.
В Алголе было предложено два способа передачи параметров в подпрограмму — по имени и по значению. Второй способ широко используется в абсолютном большинстве языков по сей день. Первый же предполагает, что в процедуру передаётся имя фактического параметра, и процедура работает так, как будто в точке обращения записан её код, где вместо формального параметра написано имя фактического. Функции с такими параметрами легко реализуются с помощью препроцессора (как в языке C), однако, генерация объектного кода для них достаточно сложна: фактически для передачи по имени сложных выражений компилятор должен был создавать специальную неименованную функцию, вычисляющую это выражение в его собственной среде окружения, так называемый санк. Ближайшим аналогом санка является замыкание, однако санк возникает только в специфическом контексте передачи параметров. Эта особенность языка Алгол 60, в остальном довольно разумно организованного, примечательна удивительным сочетанием полной практической бесполезности с чрезвычайной сложностью и неэффективностью реализации. Поэтому в дальнейшем развитии языков программирования от передачи параметров по имени отказались. В языке PL/I, в целом очень много унаследовавшем от Алгола-60, на этой волне заодно отказались и от передачи параметров по значению, оставив, как и в раннем Фортране, единственный механизм — по ссылке. В языке Си, напротив, осталась только передача параметров по значению (передача по ссылке там может быть смоделирована путём использования параметров типа «указатель»). А для тех случаев, когда передача параметров по имени имеет смысл (она необходима, например, если требуется создать функцию, для которой значения параметров не вычислялись бы в момент вызова), были созданы специальные синтаксические механизмы.

### Типы данных
Типизация в Алголе является сильной и статической.

#### Числа
В Алголе имеется два типа для представления чисел: целое (англ. integer) и с плавающей запятой (англ. real), например: 200, 100.5, +210-1. В качестве десятичного разделителя в Алголе используется точка.
Беззнаковые числовые литералы имеют тип integer, тогда как все остальные имеют тип real.

#### Логические значения
Для преставления значений истина и ложь применяются литералы true (истина) и false (ложь), имеющие тип Boolean, которые и используются логическими операциями.

### Операции

#### Арифметические операции
Алгол предоставляет наиболее распространённые арифметические операции для целых чисел и чисел с плавающей запятой:
| Обозначение | Выполняемая операция | Пример   | Результат примера |
| ----------- | -------------------- | -------- | ----------------- |
| +           | Сложение             | 1.45 + 2 | 3.45              |
| -           | Вычитание            | 7-3      | 4                 |
| ×           | Умножение            | 1.2×0.4  | 0.48              |
| /           | Деление              | 6 / 3    | 2                 |
| ↑           | Возведение в степень | 5↑3      | 125               |

## Примеры кода

### Hello, World
Программа Hello, World на диалекте Dartmouth ALGOL 30:
```
BEGIN
FILE F (KIND=REMOTE);
EBCDIC ARRAY E [0:11];
REPLACE E BY "HELLO, WORLD!";
WHILE TRUE DO
  BEGIN
  WRITE (F, *, E);
  END;
END.
```

Для Elliott Algol:
```
 
program
 HiFolks;
 
begin

    
print
 "Hello, world";
 
end
;
```

Для IBM OS/360 ALGOL F:
```
'BEGIN'
  OUTSTRING (1, '('HELLO, WORLD!')');
'END'
```

### Работа с матрицей
```
procedure
 Absmax(a) Size:(n, m) Result:(y) Subscripts:(i, k);
    
value
 n, m; 
array
 a; 
integer
 n, m, i, k; 
real
 y;

comment
 Наибольший элемент матрицы a, размера n на m 
 передаётся в виде результата в y, а его индексы — в параметры i и k;

begin
 
integer
 p, q;
    y := 0; i := k := 1;
    
for
 p:=1 
step
 1 
until
 n 
do

      
for
 q:=1 
step
 1 
until
 m 
do

        
if
 abs(a[p, q]) > y 
then

        
begin
 y := abs(a[p, q]);
          i := p; k := q
        
end

end
 Absmax
```

### Выдача на печать таблицы
Пример для реализации Elliott 803 ALGOL.
```
FLOATING POINT ALGOL TEST'
BEGIN REAL A,B,C,D'
  READ D'
  FOR A:= 0.0 STEP D UNTIL 6.3 DO
  BEGIN
    PRINT PUNCH(3),££L??'
    B := SIN(A)'
    C := COS(A)'
    PRINT PUNCH(3),SAMELINE,ALIGNED(1,6),A,B,C'
  END'
END'
```

Здесь:
- PUNCH(3) посылает текст не на перфоратор, а на удалённый принтер.
- SAMELINE подавляет возврат каретки.
- ALIGNED(1,6) указывает формат — 1 знак до и 6 после десятичной точки.

### Трюк Йенсена
Рассмотрим следующую программу на Алголе:
```
begin

  
procedure
 p (a, b);
    
name
 a, b; 
integer
 a, b;
  
begin

    
for
 a:=1 
step
 1 
until
 10 
do

      b := 0
  
end
 p;
  
integer
 i; 
integer
 
array
 s [1:10];
  p (i, s[i])

end
```

Поскольку параметры процедуры p передаются по имени (см. выше), вызов процедуры p в данном случае приведёт к обнулению всех элементов массива s. Такое использование передачи параметра по имени было названо «трюком Йенсена», по имени впервые предложившего его программиста.